# 纳比拉
纳比拉（法語：Nabirat，法語發音：[nabiʁa]）是法国多尔多涅省的一个市镇，属于萨拉拉卡内达区。

## 地理
纳比拉（44°45'12"N, 1°17'52"E）面积16.25 平方千米，位于法国新阿基坦大区多爾多涅省，该省份为法国西南部内陆省份，是法國本土面积第三大的省，大致对应佩里戈尔地区，北起顺时针与夏朗德省、上维埃纳省、科雷兹省、洛特省、洛特-加龙省、吉倫特省和滨海夏朗德省接壤。
与纳比拉接壤的市镇（或旧市镇、城区）包括：格罗莱雅克、塞纳克和圣于连、多姆、莱奥巴尔、派里尼亚克、圣西尔克马德隆、圣欧班德纳比拉、圣马夏尔德纳比拉。

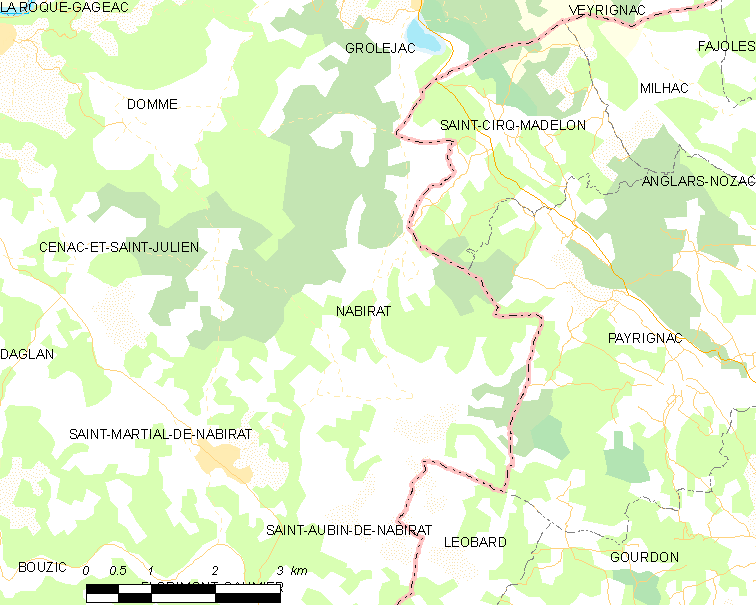
纳比拉的OSM定位图

纳比拉的时区为UTC+01:00、UTC+02:00（夏令时）。

## 行政
纳比拉的邮政编码为24250，INSEE市镇编码为24300。

## 政治
纳比拉所属的省级选区为多尔多涅河谷县。

## 人口

1962-2008年间纳比拉人口变化图示

纳比拉于2022年1月1日时的人口数量为350人。